# 福島県立会津西陵高等学校
福島県立会津西陵高等学校（ふくしまけんりつ あいづせいりょうこうとうがっこう）は、福島県大沼郡会津美里町に所在する県立高等学校である。

## 概要
- 2022年に坂下高校と大沼高校が統合し、福島県立会津西陵高等学校が開校[3]。校舎は旧大沼高校を使用している。

## 設置学科
- 全日制課程　
  - 普通科
    - 進学探究コース
    - 教養探究コース
    - 情報会計コース
    - 健康福祉コース

## 教育目標
- 目指す生徒像
  - 他者と協働しながら学ぶことを楽しむ、心身共に健康な生徒
- 目指す生徒の将来像
  - 郷土を愛し、活力ある地域づくりに貢献できる人物

## 沿革
- 2022年（令和4年）4月1日 - 開校

## 交通
- JR只見線会津高田駅より徒歩約15分。